# اچ‌ام‌اس سی۲۴
اچ‌ام‌اس سی۲۴ (به انگلیسی: HMS C24) یک زیردریایی بود که طول آن ۱۴۳ فوت ۲ اینچ (۴۳٫۶۴ متر) بود. این زیردریایی در سال ۱۹۰۸ ساخته شد.